# Kür Qarabucaq
Kür Qarabucaq è un comune dell'Azerbaigian situato nel distretto di Neftçala.